# Antoine-Marie Graziani
Pour les articles homonymes, voir Graziani.
Ne doit pas être confondu avec Antonio Maria Graziani.
Antoine-Marie Graziani est un historien moderniste français né à Paris le 27 novembre 1957, spécialiste de l'histoire de la Corse et de la Méditerranée. Il vit à Ajaccio en Corse-du-Sud.
Il fut également militant du FLNC dans les années 1970-1980 comme l'indique son témoignage dans le documentaire Génération FLNC.

## Biographie
Il est l'auteur des Feux de la Saint-Laurent en 1992 (avec José Stromboni), prix du livre corse, de la biographie de "Sampiero Corso" en 1999 (avec Michel Vergé-Franceschi), prix de la région corse, de celle de Pascal Paoli, père de la patrie corse en 2002, réédité en 2004, de celle du "Roi Théodore", en 2005 et de celle d'"Andrea Doria", en 2008. Il est l'auteur, chez Alain Piazzola, de La Corse génoise, en 1997, et chez Fayard, d'une Histoire de Gênes, en 2009.
Il a aussi publié plusieurs textes fondamentaux sur l'histoire de la Corse : Description de la Corse d'Agostino Giustiniani, en 1993, Chronique de la Corse (1560-1594) d'Anton Pietro Filippini, en 1995 et de l'Histoire de la Corse de Marc' Antonio Ceccaldi, en 2006.
Grand spécialiste de l'histoire de Pascal Paoli, il a eu la direction scientifique de l'exposition du bicentenaire de Pascal Paoli au Musée de la Corse en 2007 et a codirigé le catalogue. Il a en outre commencé la publication de la "Correspondance" de Pascal Paoli (avec Carlo Bitossi de l'Université de Ferrare)en 2003, dont quatre volumes sont parus à ce jour.
Il s'est aussi intéressé aux Bonaparte et il a cosigné avec François Demartini ("Les Bonaparte en Corse" en 2001) et codirigé avec Luigi Mascilli Migliorini l'exposition du Musée de la Corse "Napoléon et la Corse" tout en participant à la publication de la Correspondance de Napoléon.
Il a, en outre, publié plusieurs guides de la recherche en histoire corse dans les archives italiennes : La Corse vue de Gênes en 1998, 2 vol. ; Vistighe Corse, guide de la recherche dans les archives génoises période médiévale (avec Alain Venturini) en 2009 et période moderne en 2004.
Antoine-Marie Graziani est professeur à l'Université de Corse-Pascal-Paoli.